# Xenodontins
Els xenodontins (Xenodontinae) una subfamília una família de serps de la família dels colúbrids.

## Gèneres
Inclou una seixantena de gèneres distints.
- Adelphicos
- Alsophis (inclou Dromicus)
- Amastridium
- Antillophis
- Apostolepis
- Arrhyton
- Atractus
- Boiruna
- Calamodontophis
- Carphophis
- Chersodromus
- Clelia
- Coniophanes
- Conophis
- Contia
- Darlingtonia
- Diadophis
- Dipsas
- Ditaxodon Hoge, 1958
- Drepanoides
- Echinanthera
- Elapomorphus
- Emmochliophis
- Enulius
- Eridphas
- Erythrolamprus
- Farancia
- Geagras
- Geophis
- Gomesophis
- Helicops
- Heterodon
- Hydrodynastes
- Hydrops
- Hypsirhynchus
- Ialtris
- Liophis
- Lystrophis
- Manolepis
- Oxyrhopus
- Phalotris
- Philodryas
- Phimophis
- Pseudablabes
- Pseudoboa Schneider, 1801
- Pseudoeryx
- Psomophis
- Rhachidelus
- Saphenophis
- Siphlophis
- Tropidodryas
- Umbrivaga
- Uromacer
- Uromacerina
- Waglerophis
- Xenodon
- Xenoxybelis

Aquests gèneres sovint formen part de la subfamília:
- Cercophis
- Lioheterophis
- Sordellina